# Vincenzo Zucconelli
Vincenzo Zucconelli (ur. 3 czerwca 1931 w Jolanda di Savoia) – włoski kolarz szosowy, wicemistrz olimpijski.

## Kariera
Największy sukces w karierze Vincenzo Zucconelli osiągnął w 1952 roku, kiedy wspólnie z Giannim Ghidinim i Dino Brunim zdobył srebrny medal w drużynowym wyścigu ze startu wspólnego podczas igrzysk olimpijskich w Helsinkach. Był to jedyny medal wywalczony przez Zucconellego na międzynarodowej imprezie tej rangi. Na tych samych igrzyskach Włoch został sklasyfikowany na szóstej pozycji w rywalizacji indywidualnej. Ponadto w 1954 roku wygrał Coppa d’Inverno Pirelli, a w 1955 roku wygrał kryterium w Imoli. W 1955 roku wystartował również w Giro d’Italia wygrywając jeden etap, jednak w klasyfikacji generalnej zajął dopiero 61. miejsce. Nigdy nie zdobył medalu na szosowych mistrzostwach świata.